# Unterseeboot UB-89
Pour les autres navires du même nom, voir Unterseeboot 89.
L'Unterseeboot UB-89 est un sous-marin (U-Boot) allemand de type UB III utilisé par la Kaiserliche Marine pendant la Première Guerre mondiale. Il a été mis en service dans la marine impériale allemande le 25 février 1918.
L'UB-89 a été perdu dans une collision avec le croiseur léger SMS Frankfurt à Kiel. Sept membres d’équipage ont péri dans l’accident. Le 30 octobre 1918, le sous-marin est renfloué par le navire de sauvetage SMS Cyclop (1916). Le 7 mars 1919, en route pour se rendre, l'UB-89 commença à dériver et fut remorqué jusqu’à IJmuiden. Le bateau fut démantelé à Dordrecht en 1920.

## Conception
Comme tous les sous-marins de type UB III, l'UB-89 avait un déplacement de 510 tonnes en surface et de 640 tonnes en immersion. Ses moteurs lui permettaient de naviguer à 13 nœuds (24 km/h) en surface et à 7,4 nœuds (13,7 km/h) en immersion. Il avait une autonomie de 7120 milles marins (13190 km) à sa vitesse de croisière. L'UB-89 transportait 10 torpilles et était armé d’un canon de pont de 10,5 cm. L'UB-89 avait un équipage pouvant compter jusqu’à 3 officiers et 31 hommes.

## Historique des services
L'UB-89 a été construit par AG Vulcan à Hambourg. Après un peu moins d’un an de construction, il a été lancé à Hambourg le 22 décembre 1917. Il a été mis en service au début de l’année suivante sous le commandement du capitaine Walter Gude.

## Affectations
- IIe flottille : du 5 mai au 11 novembre 1918[4]

## Commandants
- Kapitänleutnant Walter Gude[5] : du 25 février au 11 novembre 1918

## Navires coulés
| Date            | Nom  | Nationalité  | Tonnage | Destin. |
| --------------- | ---- | ------------ | ------- | ------- |
| 25 juillet 1918 | Asta | Danemark     | 121     | Coulé   |
| 9 août 1918     | Emma | Empire russe | 252     | Coulé   |